# Acacia biceps
Acacia biceps é uma espécie de leguminosa do gênero Acacia, pertencente à família Fabaceae.